# 赛济
赛济（法語：Saizy，法語發音：[sɛzi]）是法国涅夫勒省的一个市镇，位于该省北部偏东，属于克拉姆西区。

## 地理
赛济（47°21'30"N, 3°42'15"E）面积13.23 平方千米，位于法国勃艮第-弗朗什-孔泰大區涅夫勒省，该省份为法国中部省份，北至约讷省，西北接卢瓦雷省，西接谢尔省，南至阿列省，东南接索恩-卢瓦尔省，东临科多尔省。
与赛济接壤的市镇（或旧市镇、城区）包括：维尼奥勒、吕阿日、蒙索勒孔特、讷方丹、尼阿尔。
赛济的时区为UTC+01:00、UTC+02:00（夏令时）。

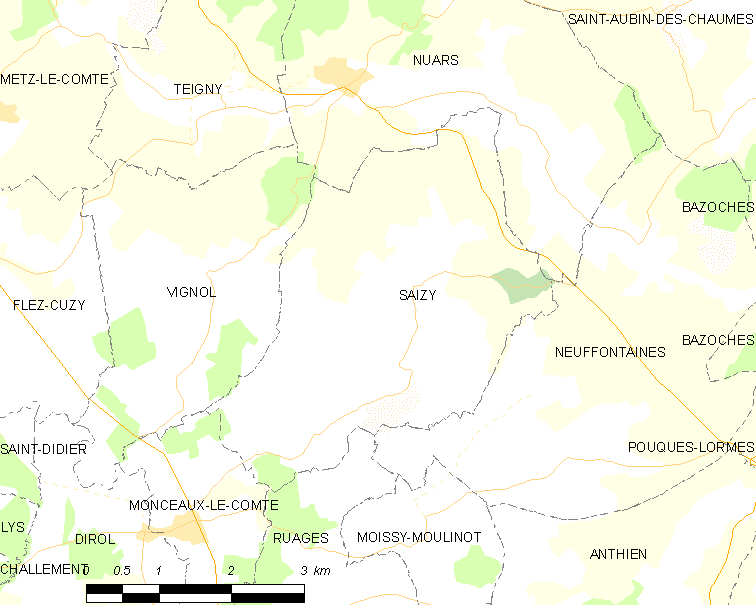
赛济的OSM定位图

## 行政
赛济的邮政编码为58190，INSEE市镇编码为58271。

## 政治
赛济所属的省级选区为克拉姆西县。

## 交通
涅夫勒省省道D42线和D128线经过境内。

## 人口

1962-2008年间赛济人口变化图示

赛济于2022年1月1日时的人口数量为187人。